# Bebbia
Bebbia là một chi thực vật có hoa trong họ Cúc (Asteraceae).

## Loài
Chi Bebbia gồm các loài: